# Oklahoma City Thunder 2017-2018
La stagione 2017-2018 degli Oklahoma City Thunder è stata la 10ª stagione della franchigia ad Oklahoma City e la 52ª nella NBA.

## Draft
| Giro | Scelta | Giocatore         | Ruolo | Nazionalità | Università/Squadra |
| ---- | ------ | ----------------- | ----- | ----------- | ------------------ |
| 1    | 21     | Terrance Ferguson | AP    | Stati Uniti | Adelaide 36ers     |

## Roster
| \| Pos. \| Num. \| Naz. \| Nome \| Altezza \| Peso \| Data nascita \| Provenienza \| \| ---- \| ---- \| ------------------------ \| ---------------------- \| ------- \| ------ \| ------------ \| --------------------------- \| \| G \| 8 \| Spagna (bandiera) \| Abrines, Álex \| 198 cm \| 86 kg \| 01-08-1993 \| Spagna \| \| C \| 12 \| Nuova Zelanda (bandiera) \| Adams, Steven \| 213 cm \| 116 kg \| 20-07-1993 \| Pittsburgh \| \| AP \| 7 \| Stati Uniti (bandiera) \| Anthony, Carmelo \| 203 cm \| 109 kg \| 29-05-1984 \| Syracuse \| \| G/AP \| 3 \| Stati Uniti (bandiera) \| Brewer, Corey \| 206 cm \| 84 kg \| 05-03-1986 \| Florida \| \| AG \| 4 \| Stati Uniti (bandiera) \| Collison, Nick \| 208 cm \| 116 kg \| 26-10-1980 \| Kansas \| \| G \| 35 \| Stati Uniti (bandiera) \| Dozier, P. J. (TW) \| 198 cm \| 93 kg \| 25-10-1996 \| South Carolina \| \| P \| 2 \| Stati Uniti (bandiera) \| Felton, Raymond \| 185 cm \| 93 kg \| 26-06-1984 \| North Carolina \| \| G \| 23 \| Stati Uniti (bandiera) \| Ferguson, Terrance \| 201 cm \| 84 kg \| 17-05-1998 \| Advanced Prep International \| \| AP \| 13 \| Stati Uniti (bandiera) \| George, Paul \| 206 cm \| 100 kg \| 02-05-1990 \| Fresno State \| \| AP \| 9 \| Stati Uniti (bandiera) \| Grant, Jerami \| 206 cm \| 95 kg \| 12-03-1994 \| Syracuse \| \| G \| 25 \| Stati Uniti (bandiera) \| Hamilton, Daniel (TW) \| 198 cm \| 89 kg \| 08-08-1995 \| Connecticut \| \| AP \| 34 \| Stati Uniti (bandiera) \| Huestis, Josh \| 201 cm \| 104 kg \| 19-12-1991 \| Stanford \| \| C \| 44 \| Stati Uniti (bandiera) \| Johnson, Dakari \| 213 cm \| 116 kg \| 22-09-1995 \| Kentucky \| \| AG \| 54 \| Stati Uniti (bandiera) \| Patterson, Patrick \| 206 cm \| 107 kg \| 14-03-1989 \| Kentucky \| \| G/AP \| 21 \| Stati Uniti (bandiera) \| Roberson, André \| 201 cm \| 95 kg \| 04-12-1991 \| Colorado \| \| AP \| 15 \| Stati Uniti (bandiera) \| Singler, Kyle \| 203 cm \| 104 kg \| 04-05-1988 \| Duke \| \| P \| 0 \| Stati Uniti (bandiera) \| Westbrook, Russell (C) \| 191 cm \| 91 kg \| 12-11-1988 \| UCLA \| | Allenatore - Billy Donovan Assistente/i - Vin Bhavnani - Mark Bryant - Maurice Cheeks - Adrian Griffin - Royal Ivey - Darko Rajaković Legenda - (C) Capitano - (FA) Free agent - (S) Sospeso - (TW) Contratto Two-way - (GL) Assegnato a squadra G League affiliata - Infortunato Roster • Transazioni · Ultima transazione: 10 marzo 2018 |                          |                        |         |        |              |                             |
| Pos. | Num. | Naz.                     | Nome                   | Altezza | Peso   | Data nascita | Provenienza                 |
| G | 8 | Spagna (bandiera)        | Abrines, Álex          | 198 cm  | 86 kg  | 01-08-1993   | Spagna                      |
| C | 12 | Nuova Zelanda (bandiera) | Adams, Steven          | 213 cm  | 116 kg | 20-07-1993   | Pittsburgh                  |
| AP | 7 | Stati Uniti (bandiera)   | Anthony, Carmelo       | 203 cm  | 109 kg | 29-05-1984   | Syracuse                    |
| G/AP | 3 | Stati Uniti (bandiera)   | Brewer, Corey          | 206 cm  | 84 kg  | 05-03-1986   | Florida                     |
| AG | 4 | Stati Uniti (bandiera)   | Collison, Nick         | 208 cm  | 116 kg | 26-10-1980   | Kansas                      |
| G | 35 | Stati Uniti (bandiera)   | Dozier, P. J. (TW)     | 198 cm  | 93 kg  | 25-10-1996   | South Carolina              |
| P | 2 | Stati Uniti (bandiera)   | Felton, Raymond        | 185 cm  | 93 kg  | 26-06-1984   | North Carolina              |
| G | 23 | Stati Uniti (bandiera)   | Ferguson, Terrance     | 201 cm  | 84 kg  | 17-05-1998   | Advanced Prep International |
| AP | 13 | Stati Uniti (bandiera)   | George, Paul           | 206 cm  | 100 kg | 02-05-1990   | Fresno State                |
| AP | 9 | Stati Uniti (bandiera)   | Grant, Jerami          | 206 cm  | 95 kg  | 12-03-1994   | Syracuse                    |
| G | 25 | Stati Uniti (bandiera)   | Hamilton, Daniel (TW)  | 198 cm  | 89 kg  | 08-08-1995   | Connecticut                 |
| AP | 34 | Stati Uniti (bandiera)   | Huestis, Josh          | 201 cm  | 104 kg | 19-12-1991   | Stanford                    |
| C | 44 | Stati Uniti (bandiera)   | Johnson, Dakari        | 213 cm  | 116 kg | 22-09-1995   | Kentucky                    |
| AG | 54 | Stati Uniti (bandiera)   | Patterson, Patrick     | 206 cm  | 107 kg | 14-03-1989   | Kentucky                    |
| G/AP | 21 | Stati Uniti (bandiera)   | Roberson, André        | 201 cm  | 95 kg  | 04-12-1991   | Colorado                    |
| AP | 15 | Stati Uniti (bandiera)   | Singler, Kyle          | 203 cm  | 104 kg | 04-05-1988   | Duke                        |
| P | 0 | Stati Uniti (bandiera)   | Westbrook, Russell (C) | 191 cm  | 91 kg  | 12-11-1988   | UCLA                        |

## Classifiche

### Northwest Division
| Northwest Division      | Northwest Division | Northwest Division | Northwest Division | Northwest Division | Northwest Division | Northwest Division | Northwest Division | Northwest Division |
| Squadra                 | V                  | S                  | V%                 | PR                 | Casa               | Trasf              | Div                | PG                 |
| ----------------------- | ------------------ | ------------------ | ------------------ | ------------------ | ------------------ | ------------------ | ------------------ | ------------------ |
| y – Portland T. Blazers | 49                 | 33                 | .598               | 16,0               | 28–13              | 21–20              | 9–7                | 82                 |
| x – Oklahoma Thunder    | 48                 | 34                 | .585               | 17,0               | 27–14              | 21–20              | 5–11               | 82                 |
| x – Utah Jazz           | 48                 | 34                 | .585               | 17,0               | 28–13              | 20–21              | 7–9                | 82                 |
| x – Minnesota T'wolves  | 47                 | 35                 | .573               | 18,0               | 30–11              | 17–24              | 10–6               | 82                 |
| Denver Nuggets          | 46                 | 36                 | .561               | 19,0               | 31–10              | 15–26              | 9–7                | 82                 |

### Western Conference
| Western Conference | Western Conference        | Western Conference | Western Conference | Western Conference | Western Conference | Western Conference |
| #                  | Squadra                   | V                  | S                  | V%                 | PR                 | PG                 |
| ------------------ | ------------------------- | ------------------ | ------------------ | ------------------ | ------------------ | ------------------ |
| 1                  | z – Houston Rockets *     | 65                 | 17                 | .793               | –                  | 82                 |
| 2                  | y – Golden St. Warriors * | 58                 | 24                 | .707               | 7,0                | 82                 |
| 3                  | y – Portland T. Blazers * | 49                 | 33                 | .598               | 16,0               | 82                 |
| 4                  | x – Oklahoma Thunder      | 48                 | 34                 | .585               | 17,0               | 82                 |
| 5                  | x – Utah Jazz             | 48                 | 34                 | .585               | 17,0               | 82                 |
| 6                  | x – N. Orleans Pelicans   | 48                 | 34                 | .585               | 17,0               | 82                 |
| 7                  | x – San Antonio Spurs     | 47                 | 35                 | .573               | 18,0               | 82                 |
| 8                  | x – Minnesota T'wolves    | 47                 | 35                 | .573               | 18,0               | 82                 |
|                    |                           |                    |                    |                    |                    |                    |
| 9                  | Denver Nuggets            | 46                 | 36                 | .561               | 19,0               | 82                 |
| 10                 | L.A. Clippers             | 42                 | 40                 | .512               | 23,0               | 82                 |
| 11                 | L.A. Lakers               | 35                 | 47                 | .427               | 30,0               | 82                 |
| 12                 | Sacramento Kings          | 27                 | 55                 | .329               | 38,0               | 82                 |
| 13                 | Dallas Mavericks          | 24                 | 58                 | .293               | 41,0               | 82                 |
| 14                 | Memphis Grizzlies         | 22                 | 60                 | .268               | 43,0               | 82                 |
| 15                 | Phoenix Suns              | 21                 | 61                 | .256               | 44,0               | 82                 |

## Calendario e risultati

### Playoff

#### Primo turno

##### (4) Oklahoma City Thunder – (5) Utah Jazz
| Playoffs 2018                                | Playoffs 2018                                | Playoffs 2018                                | Playoffs 2018                                | Playoffs 2018                                | Playoffs 2018                                | Playoffs 2018                                | Playoffs 2018                                | Playoffs 2018                                |
| Primo turno: 2–4 (Casa: 2–1; Trasferta: 0–3) | Primo turno: 2–4 (Casa: 2–1; Trasferta: 0–3) | Primo turno: 2–4 (Casa: 2–1; Trasferta: 0–3) | Primo turno: 2–4 (Casa: 2–1; Trasferta: 0–3) | Primo turno: 2–4 (Casa: 2–1; Trasferta: 0–3) | Primo turno: 2–4 (Casa: 2–1; Trasferta: 0–3) | Primo turno: 2–4 (Casa: 2–1; Trasferta: 0–3) | Primo turno: 2–4 (Casa: 2–1; Trasferta: 0–3) | Primo turno: 2–4 (Casa: 2–1; Trasferta: 0–3) |
| Partita                                      | Data                                         | Avversario                                   | Punteggio                                    | Più punti                                    | Più rimbalzi                                 | Più assist                                   | Spettatori                                   | Serie                                        |
| -------------------------------------------- | -------------------------------------------- | -------------------------------------------- | -------------------------------------------- | -------------------------------------------- | -------------------------------------------- | -------------------------------------------- | -------------------------------------------- | -------------------------------------------- |
| 1                                            | 15 aprile                                    | Utah Jazz                                    | V 116–108                                    | Paul George (36)                             | Russell Westbrook (13)                       | Russell Westbrook (8)                        | Chesapeake Energy Arena 18.203               | 1–0                                          |
| 2                                            | 18 aprile                                    | Utah Jazz                                    | S 95–102                                     | Russell Westbrook (19)                       | Paul George (10)                             | Russell Westbrook (13)                       | Chesapeake Energy Arena 18.203               | 1–1                                          |
| 3                                            | 21 aprile                                    | @ Utah Jazz                                  | S 102–115                                    | Paul George (23)                             | Russell Westbrook (11)                       | Russell Westbrook (9)                        | Vivint Smart Home Arena 18.306               | 1–2                                          |
| 4                                            | 23 aprile                                    | @ Utah Jazz                                  | S 96–113                                     | Paul George (32)                             | Russell Westbrook (14)                       | Russell Westbrook (3)                        | Vivint Smart Home Arena 18.306               | 1–3                                          |
| 5                                            | 25 aprile                                    | Utah Jazz                                    | V 107–99                                     | Russell Westbrook (45)                       | Russell Westbrook (15)                       | Russell Westbrook (7)                        | Chesapeake Energy Arena 18.203               | 2–3                                          |
| 6                                            | 27 aprile                                    | @ Utah Jazz                                  | S 91–96                                      | Russell Westbrook (46)                       | Steven Adams (15)                            | Paul George (8)                              | Vivint Smart Home Arena 18.306               | 2–4                                          |

## Mercato

### Free Agency

#### Prolungamenti contrattuali
| Giocatore         | Contratto                       |
| ----------------- | ------------------------------- |
| André Roberson    | 3 anni – 30 milioni di dollari  |
| Nick Collison     | 1 anno – 2,3 milioni di dollari |
| Russell Westbrook | 5 anni – 205 milioni di dollari |

#### Acquisti
| Giocatore         | Contratto                        | Provenienza     |
| ----------------- | -------------------------------- | --------------- |
| Patrick Patterson | 3 anni – 16,4 milioni di dollari | Toronto Raptors |
| Raymond Felton    | 1 anno – 2,3 milioni di dollari  | L.A. Clippers   |
| Dakari Johnson    | 2 anni – 2,1 milioni di dollari  | Oklahoma Blue   |
| Daniel Hamilton   | Contratto Two-way                | Oklahoma Blue   |
| P. J. Dozier      | Contratto Two-way                | S.C. Gamecocks  |

#### Cessioni
| Giocatore      | Motivo     | Nuova squadra      |
| -------------- | ---------- | ------------------ |
| Taj Gibson     | Free agent | Minnesota T'wolves |
| Semaj Christon | Rilasciato | Guangzhou L. Lions |

### Scambi
| 6 luglio 2017     | Oklahoma ThunderPaul George     | Indiana PacersVictor Oladipo Domantas Sabonis                                 |
| 25 settembre 2017 | Oklahoma ThunderCarmelo Anthony | N.Y. KnicksEnes Kanter Doug McDermott Scelta 2º giro Draft 2018 Chicago Bulls |

## Premi individuali
| Assegnato a       | Premio                                           | Data premio      | Ref.   |
| ----------------- | ------------------------------------------------ | ---------------- | ------ |
| Russell Westbrook | Giocatore della settimana Western Conference     | 26 dicembre 2017 | [ 12 ] |
| Russell Westbrook | Giocatore del mese Western Conference (Dicembre) | 4 gennaio 2017   | [ 13 ] |
| Russell Westbrook | Giocatore della settimana Western Conference     | 19 marzo 2018    | [ 14 ] |